# Komárov (okres Olomouc)
Obec Komárov (německy Komarn) se nachází v okrese Olomouc v Olomouckém kraji. Leží na rozhraní Hané a Nízkého Jeseníku, mezi Mladějovicemi a Řídečí a asi 5 km severozápadně od Šternberka, protéká jí Řídečský a Zlatý potok. Žije zde 221 obyvatel.

## Historie
První doložená písemná zmínka o obci jako součásti šternberského panství pochází z roku 1480, ačkoli existovala zřejmě již dvě století před tím, a to nejdříve ve vlastnictví olomouckého biskupství. Malá zemědělská a prakticky čistě německá vesnice se v roce 1850 stala samostatnou obcí v politickém a soudním okrese Šternberk, po roce 1938 byla součástí Sudet a po roce 1945 byli původní obyvatelé vysídleni. V letech 1961–1979 byla podobně jako sousední Řídeč součástí obce Mladějovice, poté zase součástí Šternberka. Osamostatnila se k 1. lednu 1993.
| Rok      | 1869 | 1880 | 1890 | 1900 | 1910 | 1921 | 1930 |
| -------- | ---- | ---- | ---- | ---- | ---- | ---- | ---- |
| Obyvatel | 182  | 191  | 166  | 165  | 180  | 169  | 187  |
| Domů     | 30   | 30   | 30   | 31   | 33   | 34   | 45   |
| Rok      | 1950 | 1961 | 1970 | 1980 | 1991 | 2001 | 2011 |
| Obyvatel | 138  | 143  | 158  | 160  | 164  | 170  | 175  |
| Domů     | 37   | 33   | 36   | 36   | 38   | 43   | 50   |

1. ↑  Z toho 183 osob národnosti německé a 4 československé.[9]

## Pamětihodnosti
- Kaple, nachází se u cesty na Mladějovice
- Krucifix z roku 1823, stojí cca 600 m severozápadně od obce, vpravo od silnice Šternberk–Paseka